# Lagunaje

Esquema de una depuradora por lagunaje.

El lagunaje, es una tecnología de tratamiento de aguas residuales de bajo coste consistente en hacer pasar las aguas procedentes de los colectores a través de una serie de depresiones naturales o expresamente construidas para este fin, que reciben el nombre de lagunas, estanques o balsas. Este procedimiento de tratamiento de agua residual es muy simple y se basa en almacenar el agua a tratar en lagunas durante el tiempo necesario para que actúen los mecanismos de autodepuración del agua; principalmente procesos físicos de sedimentación y biológicos de degradación de la materia orgánica mediante microorganismos aerobios y anaerobios. El sistema de tratamiento por lagunas, está basado en varios tipos de lagunas conectadas en serie, en paralelo, o en una combinación de ambas, siendo una tecnología de bajo coste muy adecuada para poblaciones pequeñas (<10.000 habitantes) o de mayor tamaño, pero con poca actividad industrial, que dispongan de espacio suficiente para su implementación y con condiciones climáticas adecuadas (temperatura del agua >16 °C).
El sistema de lagunaje es barato y fácil de mantener pero presenta los inconvenientes de necesitar gran cantidad de espacio y de ser poco adecuado para depurar las aguas residuales de grandes núcleos.

## Factores que influyen en la eficacia de las lagunas
La eficacia depurativa de las lagunas de tratamiento de agua residual depende de numerosos factores. Estudios realizados del comportamiento de los diferentes tipos de lagunas, han detectado que los siguientes factores tienen especial importancia en el funcionamiento de la purificación del agua residual:

### Fotosíntesis
En los tanques aerobios  fotosintéticos, el oxígeno es suministrado principalmente mediante la fotosíntesis de las algas, aunque también contribuye la aireación natural superficial. La materia orgánica del agua residual es oxidada por las bacterias heterotróficas, utilizando el oxígeno producido por las algas. Las algas utilizan la energía solar, con el CO2 y el amoníaco producido por las bacterias, sintetizando materia orgánica, a la vez que producen oxígeno molecular como O2. La radiación solar provee luz de longitud de onda corta, adecuada, para la fotosíntesis de las algas. La energía requerida para la fotosíntesis puede obtenerse solamente de luz con longitud de onda entre 400 y 700 nm, la cual corresponde aproximadamente a un 40% de la energía total de la radiación solar. Además, las algas se saturan de luz a intensidades muy inferiores a las de la luz solar plena, lo cual hace que la eficiencia de utilización luminosa, por las algas, en fotosíntesis, sea realmente baja.
Durante el día, las algas pueden producir oxígeno en exceso del requerido para respiración y crear condiciones de sobresaturación con pérdida de parte  del oxígeno disuelto a la atmósfera. La oxidación fotosintética permite cargas de DBO de hasta 25 g DBO/m³·d. También es posible obtener el oxígeno de la atmósfera, mediante aireación superficial no forzada, pero en ausencia de oxidación fotosintética, la oxigenación atmosférica es menos eficiente y solo permite cargas de materia orgánica de hasta 5 g DBO/m3·d, para condiciones aeróbicas.
El crecimiento de las algas se produce gracias a la presencia de nitrógeno, fósforo y carbono inorgánico y se puede representar por la ecuación del tipo, donde hv representa la  energía proveniente de la radiación solar:
{\displaystyle {\ce {106CO2 + 122H2O + 16HNO3 + H3PO4 ->[hv] C106H263O110N16P + 138O2}}}
En muchos casos, las algas obtienen el carbono necesario para su crecimiento a partir del ion bicarbonato, cambiando los componentes de la alcalinidad y haciendo que predominen los carbonatos y los hidróxidos.
Las lagunas anaeróbicas, con penetración de luz solar, las bacterias rojas del azufre son capaces de efectuar fotosíntesis, usando H2S en vez de H2O como donante de hidrógeno, de acuerdo con la reacción siguiente:
{\displaystyle {\ce {6CO2 + 12H2S ->[hv] C6H12O6 + 12S + 6H2O}}}
Cuando la concentración de bacterias del azufre se hace muy elevada, el agua de la laguna puede volverse color rojo cereza. En las lagunas fotosintéticas, la presencia de algas verdes da un color verde intenso a la laguna. La presencia de estas algas puede llegar a valores de 108 células/ml.

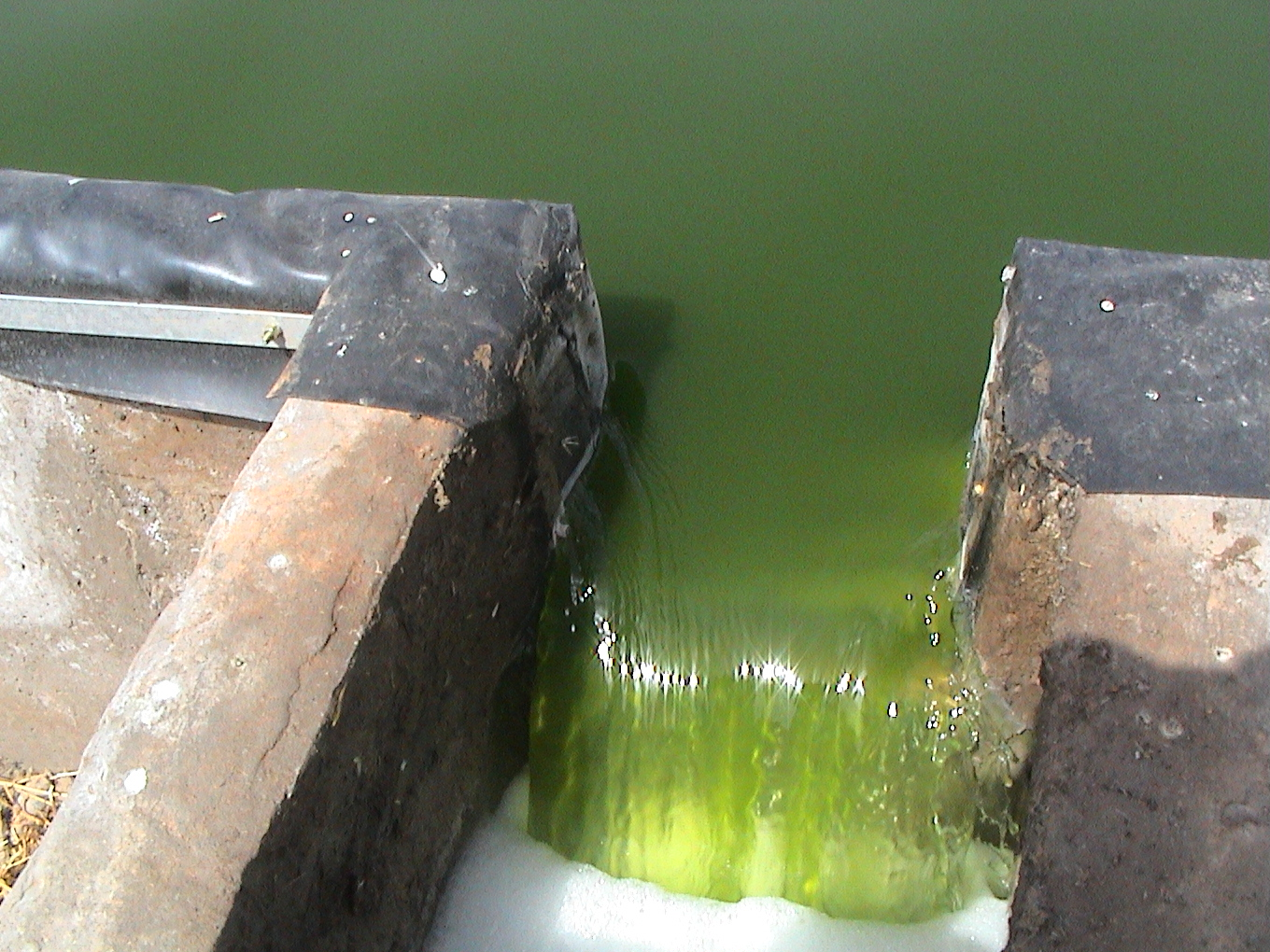
Efluente de un estanque de algas de alto rendimiento

Las especies de algas verdes más comunes son de los géneros Euglena, Chlorella, Chlamydomanas y Scenedesmus.  En cuanto a las especies de algas azules, más comunes son las Oscillatoria, Anabaena, Phormidium y Anacystis. En casos en que la carga orgánica y el tiempo de retención lo permiten, puede producirse la aparición y proliferación de crustáceos o rotíferos consumidores de plancton, haciendo que las algas tienden a desaparecer y el proceso de oxidación fotosintética pierda parte de su eficacia.

### pH
La actividad de fotosíntesis requiere la disponibilidad de una cantidad grande de CO2. En las lagunas facultativas o aeróbicas, el carbono disponible a partir del ion bicarbonato y la producción del ion OH- hace que se produzcan periodos en los cuales el pH es relativamente alto. Así, en las últimas horas diurnas, se pueden alcanzar valores de pH superiores a 9. El desarrollo de un pH demasiado alto hace que la actividad bacteriana disminuya, se reduce la producción de CO2 y el proceso simbiótico se ve disminuido.
La utilización casi completa del CO2 disponible, por los procesos de fotosíntesis, puede incrementar el pH hasta llegar a 11. La precipitación del calcio como carbonato, en aguas con alta dureza, ayuda a contener el incremento del pH, ya que la precipitación del carbonato de calcio a partir del bicarbonato presente en el agua se hace con la liberación de H+:
{\displaystyle {\ce {Ca^2+ + HCO3- <=> CaCO3(s) + H+}}}
El pH también afecta la mortalidad de las bacterias en las lagunas de estabilización. Estudios desarrollados en Portugal demuestran que la mortalidad de las bacteria es mayor si el pH es superior a 8,5. El valor del pH a partir del cual los coliformes mueren varía de un autor a otro, pero en general se acepta que este límite es superior a 9.

### Profundidad de la laguna
La profundidad óptima de la laguna se ve influenciada, hasta cierto punto, por la superficie del estanque. Hay que tener en cuenta que la aireación y la fotosíntesis se producen preferentemente en las proximidades de la interfase entre el aire y el líquido, que es donde se recibe la mayor iluminación necesaria para los procesos de fotosíntesis de las algas. Por otro lado, los estanques poco profundos favorecen el crecimiento de vegetación emergente. A medida que aumenta la profundidad, la irradiación y el contacto con el oxígeno atmosférico se hace menor y comienzan a darse procesos anaerobios de degradación de la materia orgánica, que generan metano, que podrían describirse mediante la reacción:
{\displaystyle {\ce {2\{CH2O\} -> CH4 + CO2}}}
Esta reacción, en la que {CH2O}  denota materia orgánica general no nitrogenada, es en realidad una serie de procesos de biodegradación facilitado por ciertas bacterias anaerobias y que podría ser definida como un proceso redox en el que tanto el agente oxidante como el reductor son sustancias orgánicas  y que se produce principalmente en la parte más profunda de la balsa y en los lodos sedimentados en el fondo. La posterior oxidación oxidación bioquímica del metano requiere el aporte de más oxígeno, lo que resta eficacia a aquellas lagunas basadas en procesos aerobios:
{\displaystyle {\ce {CH4 + 2O2 -> CO2 + 2H2O}}}
En las lagunas poco profundas el metano (CH4) escapa a la atmósfera, en lagunas profundas puede demandar mucho oxígeno de las capas superiores, aunque el dióxido de carbono (CO2) formado puede participar en la fotosíntesis de las algas. Por consiguiente es importante buscar un compromiso en el diseño de balsas que, además, prevenga el crecimiento de vegetación indeseable. En la mayoría de los casos las lagunas tienen profundidades mayores a 1 m, lo cual es suficiente para prevenir dichos crecimientos. La intensidad de la mezcla también es función de la profundidad; a menor profundidad el viento provee mayor mezcla y, además, se tendrá mayor área superficie, lo que favorece la aireación superficial. La profundidad también afecta la temperatura de la laguna, a mayor profundidad se pierde menos calor lo que permite una descomposición más intensa. En diseños por carga superficial, la profundidad aumenta con el tiempo de retención y constituye un factor determinante de las dimensiones físicas de la laguna para proveer eficiencias específicas de remoción de coliformes fecales. Con base en investigaciones recientes la tendencia es a considerar profundidades mayores a 1,5 m con el objetivo de proveer volumen adicional para almacenar los lodos y porque en algunos casos aparentemente la remoción del DBO es más función de la carga orgánica volumétrica que de la carga orgánica superficial.

### Nutrientes
Entre los nutrientes esenciales para el crecimiento de las algas están obviamente el carbono, el nitrógeno, el fósforo, el calcio y el magnesio.

#### Nitrógeno
El nitrógeno generalmente está presente en las aguas residuales en forma de nitrógeno amoniacal, nitrógeno orgánico y nitratos. Además, algunas especies de algas y bacterias fijadoras de nitrógeno, lo absorben de la atmósfera para convertirlo en especies solubles como nitrato o amonio. 

Las proteínas procedentes de la materia orgánica de origen vegetal o animal  son hidrolizadas y convertidas en aminoácidos, que a su vez pueden ser descompuestos por otras bacterias y convertidas en amoníaco o en sales de amonio, dependiendo del pH.  
{\displaystyle {\ce {NH3 + H+ <=> NH4+}}}
Este proceso tiende a elevar el pH. El proceso continúa mediante oxidación asistido por bacterias nitrificantes, produciendo nitritos y nitratos:
{\displaystyle {\ce {NH4+ + 2O2 -> NO3- + 2H+ + H2O}}}
Para que acontezca la nitrificación el pH debe estar entre 7 y 9, para no inhibir el desarrollo de las Nitrosomonas.

Las algas, al utilizar amoníaco como fuente de nitrógeno para construir su material celular, consumen nitrógeno y disminuyen la demanda de oxígeno del agua residual.

#### Fósforo
El contenido de fósforo de las aguas residuales municipales es generalmente suficiente para permitir el crecimiento de las algas. Este fósforo proviene básicamente de los detergentes, excrementos, orina y residuos de alimentos. El fósforo en aguas residuales se presenta como ortofosfatos, polifosfatos y fósforo orgánico, el cual fácilmente se convierte en ortofosfatos.  Las algas utilizan el fósforo inorgánico y lo asimilan en síntesis celular; las bacterias y las algas son fuente de fósforo orgánico a través de su respiración y descomposición. La proporción de fósforo en las células de las algas no excede el 1,5%, por lo tanto, un agua con 5 mg/L de fósforo, puede permitir el crecimiento de más de 330 mg/L de células de algas.

#### Magnesio y Potasio
El magnesio y el potasio pueden constituir un 1% y 0,5%, respectivamente, de las células de las algas; por lo tanto no limitan su crecimiento pues se encuentran disponibles en cantidades más que suficientes en las aguas residuales.

### Sedimentación de lodos
La cantidad de lodos acumulados por sedimentación es extremadamente variable, en función de la concentración de material sedimentable contenida en el agua residual y de la tasa de descomposición del residuo sedimentado.
Algunos autores explican así la influencia de la capa de lodos: Lagunas facultativas primarias: En estas lagunas parte de la reducción del DBO es debida a la sedimentación del material orgánico. Este lodo se descompone anaeróbicamente reduciendo su concentración orgánica y liberando los productos de su fermentación anaeróbica. Inicialmente el volumen de lodos aumenta pero, a la larga, la DBO aportada por la sedimentación se compensa con la DBO reducida por el proceso anaeróbico, permaneciendo invariado el volumen.
El fondo de una laguna facultativa se comporta como una zona de almacenamiento de lodos en descomposición anaeróbica. Durante la estación fría, generalmente se incrementa el volumen de lodo a causa de la disminución de la tasa de estabilización anaeróbica. Contrariamente, en los periodos cálidos, como el verano, se producirá una reducción del volumen, al aumentar la tasa de descomposición.
Por otro lado, en climas muy cálidos, al tenerse una tasa alta de descomposición anaeróbica, puede que se exceda la capacidad de oxigenación de la capa aeróbica y consecuentemente la laguna se transforma en una laguna totalmente anaeróbica. En el caso de que se quiera evitar esto, puede pensarse en algún medio para incrementar la oxigenación. Esto, en lagunas ya construidas, se puede lograr mediante una aireación forzada.
La extracción periódica de los lodos es una de las tareas comprendidas en la operación de las lagunas.  La presencia de "natas" flotantes en la laguna, causantes de mal olor, puede ser un indicio de que los lodos se han acumulado en exceso, y deben ser retirados.
En las lagunas facultativas, la tasa de acumulación de lodos se estima en 0,03 m³/hab/año.

#### Tratamiento de los lodos
El lodo es un subproducto del proceso de tratamiento de las aguas residuales. Se produce tanto en los procesos de tratamientos primarios como secundarios. Los lodos biológicos provienen del tratamiento secundario de las aguas residuales domiciliarias y son principalmente biomasa en exceso producida en los procesos biológicos y material mineral en suspensión. El tratamiento de los lodos, por sus características, presenta algunos problemas y dificultades; por sus características:
- Alto contenido de humedad (85-87%) se dificulta su manejo y se elevan los costos de transporte;
- Por la presencia de microorganismos patógenos que pueden causar problemas de salud pública (enfermedades entéricas);
- El contenido en materia orgánica fácilmente putrescible que puede atraer vectores y generar olores desagradables.

El incremento en el tratamiento de las aguas residuales ha comenzado a generar como consecuencia un aumento en las cantidades de lodo producido, creando la necesidad de manejar adecuadamente este subproducto para alterar lo menos posible el ambiente.
En general, los lodos están constituidos, principalmente, por los elementos que componen el efluente, los aditivos químicos usados en el proceso y la masa bacteriana que participa en el tratamiento. Poseen una humedad cercana al 80%, altos contenidos de materia orgánica, llegando al 65%, e importantes niveles de macro y micronutrientes; mientras la materia orgánica sirve como acondicionador de suelos, los macro y micronutrientes sirven como fuente de nutrientes para las plantas.  Estos aspectos positivos de los lodos se contrarrestan con algunos factores negativos, como la presencia de microorganismos patógenos, concentraciones indeseables de elementos metálicos y la posible presencia de compuestos orgánicos persistentes potencialmente tóxicos que no han sido estudiados suficientemente en todos los entornos climáticos y sociales.
Cualquiera que sea el destino final de los lodos, estos deberán someterse a algún proceso de estabilización para minimizar los riesgos sanitarios. Esto tiene relación con disminuir la humedad, reducir el potencial de atracción de vectores y reducir o eliminar el contenido de microorganismos patógenos. La cantidad de lodo generada debe ser manejada responsablemente en las distintas plantas de tratamiento, para ello es vital conocer su composición química, física y bacteriológica, con el fin de realizar una gestión adecuada.

### Vientos
La mezcla de las aguas en una laguna de estabilización depende de varios factores, entre ellos el viento. La energía del viento disipada en mezcla es función de la extensión de la laguna; por eso, las lagunas grandes tienden a tener mejor mezcla que las lagunas pequeñas.
La mezcla es importante porque proporciona una distribución más uniforme de la temperatura, del oxígeno, y de las algas en todo el estanque. 
El viento puede así ayudar a establecer condiciones aeróbicas hasta el fondo de la laguna. El efecto máximo del viento se obtiene cuando se permite un espacio libre de obstáculos para su acción ("fetch") de 100 a 200 m. Para favorecer la acción del viento, se trata de construir lagunas con su longitud mayor paralela a la dirección predominante del viento. Para minimizar corto circuitos causados por la acción del viento se debe alinear el eje entrada-salida de la laguna perpendicularmente a la dirección predominante del viento, colocar pantallas para proveer guías de conducción del flujo de agua y mejorar la eficiencia del tratamiento.
En una laguna estratificada, de flujo lento, las algas se sedimentan sobre el lodo y se reduce la producción fotosintética de oxígeno en la zona aeróbica.

### Sulfuros
La existencia de compuestos de azufre residual afluente, afecta la biota de las lagunas de estabilización, como cualquier proceso biológico, al promover un cambio de las algas verdes por algas azul-verdosas.
La bacteria reductora Desulfovibrio utiliza sulfato como aceptador inorgánico de hidrógeno y produce una gran cantidad de sulfuros en un medio anaeróbico.
Si el pH permanece alto, el azufre reducido permanece en solución como ion bisulfuro. Algunos estudios indican que los sulfuros son tóxicos para las algas en concentraciones de 6 a 7 mg/L; aunque concentraciones de hasta 8 mg/L, durante pocos días, no afectan apreciablemente la remoción de DBO.
Existen dos tipos de bacterias que oxidan compuestos reducidos de azufre. El primer grupo son las bacterias incoloras, estrictamente anaeróbicas, que utilizan el oxígeno molecular como aceptador de electrones. Estas bacterias son poco comunes en lagunas de estabilización y, en caso de encontrarlas, su ambiente óptimo es la capa superficial de la laguna. El segundo grupo son las bacterias fotosintéticas del azufre, estrictamente anaeróbicas, que utilizan luz solar y sulfuros así como CO2  como aceptador de hidrógeno. Estas bacterias imparten un color rojo o carmelito al agua y aparecen cuando existen sulfuros y anaerobiosis. La oxidación del sulfuro ocurre en dos etapas:
{\displaystyle {\ce {CO2 + 2HS ->[hv] \{CH2O\} + H2O + 2S}}}
{\displaystyle {\ce {3CO2 + 2S + 5H2O ->[hv] 3\{CH2O\} + 2H2SO4}}}
Como puede verse en las ecuaciones anteriores, este tipo de fotosíntesis no produce oxígeno ni reducción de DBO

### Oxígeno disuelto
Dependiendo de cada laguna, la capa oxigenada superficial presenta una variación en la cantidad de oxígeno disuelto (OD), presentando su máximo en las horas diurnas, a causa de la acción de fotosíntesis, pudiendo incluso llegara la sobresaturación, y presenta un mínimo en las horas nocturnas.
Durante el día se han medido valores de 36 mg/L. Para tener en cuenta las variaciones de OD, el muestreo de una laguna de estabilización debe cubrir períodos de 24 horas.
La capa aeróbica superficial de una laguna facultativa actúa como barrera reteniendo a mayor profundidad el agua anaeróbica del fondo, conteniendo H2S y CH4. Los productos gaseosos de la descomposición de los lodos depositados en el fondo son oxidados al atravesar la capa superior de la laguna. En caso de que se reduzca en este estrato la disposición de oxígeno, pueden producirse malos olores. La profundidad de la capa con presencia de OD, o la profundidad de la oxipausa, depende, entre otros de la carga superficial de la laguna, de la temperatura, la radiación solar, de la fotosíntesis y del grado de reaireación superficial.

### Radiación solar
La radiación solar comprende la totalidad de la radiación de la luz directa, difusa o dispersa recibida sobre una superficie horizontal, por día. se puede expresar en Langleyds/d,  calorías por cm² por día (cal/cm².d).  La estaciones meteorológicas completas disponen de instrumentos para el registro continuo de la radiación solar.

La radiación solar recibida depende de la estación del año, de la  latitud,  de la nubosidad, y por la polución atmosférica.
La absorción de la energía solar en las lagunas de estabilización y maduración es muy importante, ya que a través de la fotosíntesis de las algas favorece la destrucción de organismos patógenos, reduce el color de la laguna e influye favorablemente en la temperatura del agua. La absorción de la radiación solar es selectiva, en aguas naturales la absorción de la franja ultravioleta desinfectante (253,7 nm) es apreciable, y produce una disminución del color natural de aproximadamente el 20% por mes.
La capacidad calórica del agua o calor específico, o en otras palabras, la cantidad de calor requerido para elevar a 1 gramo de agua un grado centígrado de temperatura, a presión atmosférica es de 1 cal/goC o 4.186 J/goC.
La laguna actúa como un medio natural de desinfección gracias, principalmente, a la exposición a la luz solar durante un período relativamente largo y a la posible producción de sustancias antibióticas por las algas.
La radiación visible con longitudes de onda entre 400 y 700 nm es considerada como la energía disponible para fotosíntesis.

### Temperatura
La actividad de las bacterias, tiene una temperatura óptima, si el agua se encuentra a temperaturas menores o mayores, la actividad se verá reducida.  En general se considera que con el incremento de 10 °C la actividad de las bacterias se duplica, hasta llegar a un máximo de 35 a 38 °C.
Los organismos de aguas frías, organismos psicrófilos, viven a temperaturas de 0 a 10 °C y tienen, en general, una tasa de crecimiento bajo. Tanto la descomposición aeróbica como la anaeróbica tienen un desarrollo lento a temperaturas bajas. En el agua también pueden estar presentes organismos mesófilos, que se desarrollan a temperaturas entre 10 y 40 °C y los termófilos a temperaturas entre 40 y 70 °C, que muestran diferente actividad depurativa, según la temperatura. Esta, junto con la luz solar son los factores físicos más influyentes sobre la fotosíntesis. Las algas diatomáceas tienen una temperatura crítica para efectuar el proceso de fotosíntesis inferior a las algas azul-verdosas, las que son más tolerantes a las aguas cálidas. En general las algas verdes son tolerantes a un intervalo amplio de temperaturas. En lagunas de estabilización, la tasa máxima de crecimiento de algas mesófilas ocurre entre los 30 y 35.oC.
La temperatura tiene un efecto importante sobre la mezcla del agua en la laguna, especialmente si se observa la formación de una termoclina o capa de agua que separa una zona caliente superior de una zona más fría inferior. La fuente principal de calor en una laguna es la radiación solar; dicho calor se intercambia por medio de la evaporación y con los caudales afluentes y efluentes, así como con la precipitación. En los días soleados la cantidad de calor almacenado en la laguna se incrementa en las horas diurnas, durante los días sin sol y por las noches la laguna pierde calor hacia su entorno. Los dos metros superiores de la laguna absorben aproximadamente el 50% de la radiación solar calentándose, cuando el agua afluente es fría, teniendo una densidad mayor, se queda en el fondo y el agua caliente en la superficie.
En las lagunas poco profundas, el viento continuo induce una circulación produciendo la mezcla de las aguas lo que produce a su vez un perfil de temperaturas aproximadamente uniforme. Por otro lado, en ausencia de vientos y con un clima cálido, se pueden desarrollar estratificaciones térmicas transitorias y formarse una termoclina o capa con cambio brusco de temperatura. Esta puede desaparecer al disminuir la temperatura durante un tiempo frío y ventoso.
La relación entre la temperatura ambiente y la temperatura del agua en una laguna varía según las condiciones ambientales generales, como se puede ver en las fórmulas empíricas siguientes.
T = 8.89 +0.82 Ta  (Laguna de San Juan)
T = 2.6 + 0.95 Ta (Amán, Jordania)
Donde: 
T = Temperatura del agua en la laguna en  oC
Ta = Temperatura ambiente en  oC
La temperatura del agua en las lagunas es de 2 a 3.oC superior a la temperatura ambiental en el invierno y de 2 a 3.oC menor a la temperatura ambiental en el verano.
La temperatura incide también sobre la tasa de mortalidad de coliformes. En general la tasa de mortalidad de coliformes fecales se incrementa cuando la temperatura aumenta.

### Infiltración
La infiltración inicial, en lagunas no impermeabilizadas, puede ser importante en zonas áridas. Sin embargo la infiltración se va reduciendo con el tiempo gracias a la sedimentación de lodos, algas y bacterias. En suelos porosos, las lagunas pueden sellarse en unos 3 meses.
La percolación en una laguna es función de muchas variables y es muy difícil predecir su valor, aun con estudios de suelo profundos. El sellamiento o impermeabilización natural de las lagunas ocurre con base en tres mecanismos:
- Taponamiento físico de los poros del suelo por los sólidos depositados, proceso conocido como colmatación. En suelos con un mínimo de 8% de arcilla y 10% de limo, el sellado con aditivos como la bentonita, trifosfato de sodio y compactación se ha demostrado efectivo.
- Taponamiento químico de los poros por intercambio iónico. Este proceso introduce cambios en la naturaleza del suelo.
- Taponamiento orgánico y biológico debido al crecimiento biológico.

### Evaporación
La evaporación puede ser importante en zonas secas, cálidas y ventosas, pero generalmente no excede demasiado el aporte de aguas de lluvia, salvo en zonas donde hay un déficit en el balance hídrico, como en zonas desérticas de la costa peruana, en el altiplano boliviano, entre otros.

### Geometría de la laguna
La forma de la laguna de estabilización depende básicamente de la topografía, pueden tener cualquier forma geométrica, pero se prefieren estanques con bordes uniformes, continuos que impidan el estancamiento del agua y la formación de zonas muertas o la incidencia de cortocircuitos.

Las lagunas pueden ser cuadradas, (relación de longitud/ancho de 1/1), pero se prefieren rectangulares con relación de longitud/ancho de 2/1 a 4/1, para fomentar el flujo en pistón y asegurar un mejor rendimiento.
Algunos autores recomiendan unidades en paralelo para facilitar el mantenimiento, permitir la expansión modular cuando aumenta el caudal y la posibilidad de interconexión o la recirculación de efluentes. También recomiendan proveer trenes de flujo para caudales menores de 5000 m³/d, un mínimo de 3 celdas en serie o tamaños máximos de 16 ha.

### DBO y Sólidos disueltos
La producción de efluentes, con DBO alta, en muchas lagunas de estabilización, es el resultado de crecimiento de biomasa suspendida en la laguna y no del escape de DBO del afluente a través de ella; como lo confirman los ensayos de DVO sobre efluentes filtrados y no filtrados. 
Lo anterior realza la capacidad de las lagunas para tratar aguas residuales, pero también enfatiza la necesidad de parar apropiadamente la biomasa de algas y bacterias del efluente, si se desean efluentes de alta calidad en términos de DBO y sólidos suspendidos totales. 

Estudios realizados en las lagunas de San Juan indican que para cargas de 450 a 1100 kg DBO/hab, en lagunas primarias, la DBO suspendida es del orden de un 70% de la DBO soluble y que en lagunas secundarias, con cargas de 50-200 kg DBO/hab, la DBO suspendida es mayor que la DBO soluble. La relación de la DBO total a DBO soluble es, sin embargo, muy variable y existen estudios donde dicha relación oscila entre 1,2 y 8,3.
Si una laguna de estabilización logra producir biomasa sedimentable, fácil de retener, el efluente será de muy buena calidad. En general, se puede suponer que una sola laguna pequeña deja escapar cantidades grandes de biomasa y que varias lagunas en serie permiten una mayor sedimentación de biomasa y, por lo tanto, un efluente con remoción mayor de sólidos suspendidos.  Para determinar las condiciones óptimas para obtener este propósito se requiere aún más investigación y estudio de los procesos.
En la Unión Europea los requisitos para efluentes de sistemas de lagunas de estabilización son:
DBO agua filtrada  < 25 mg/L
BQO agua filtrada  < 125 mg/L
Sólidos suspendidos  < 150 mg/L
Además, para efluentes que descarguen sobre aguas sensibles a la eutrofización se requiere:
Nitrógeno total  <15 mg/L
Fósforo total  <2 mg/L

### Tiempo de retención
El tiempo de retención es el parámetro más importante en la determinación de la remoción de coliformes fecales en una laguna y por lo tanto en la eliminación de los organismos patógenos del agua residual.  Por ejemplo, en los estudios desarrollados en las lagunas de San Juan, se ha determinado que para una remoción completa de protozoos se requieren dos lagunas de estabilización en serie con un período de retención total de 36,7 días. Los helmintos fueron eliminados en dos lagunas en serie con un tiempo de retención de 5,5 días, y la Salmonella no pudo ser eliminada totalmente en dos lagunas en serie con tiempo total de retención de 36,7 días. La dependencia de la mortalidad bacterial con el tiempo de retención se ha demostrado en numerosos estudios.